# マルティニャーノ (レッチェ県)
マルティニャーノ（イタリア語: Martignano）は、イタリア共和国プッリャ州レッチェ県にある、人口約1,600人の基礎自治体（コムーネ）。

## 地理

### 位置・広がり

#### 隣接コムーネ
隣接するコムーネは以下の通り。
- カリメーラ
- カプラーリカ・ディ・レッチェ
- マルターノ
- ステルナティーア
- ツォッリーノ